# Phimophis guérini
Phimophis guérini är en ormart som beskrevs av Duméril, Bibron och Duméril 1854. Phimophis guérini ingår i släktet Phimophis och familjen snokar. Inga underarter finns listade i Catalogue of Life.
Arten förekommer i Brasilien, Paraguay och norra Argentina. Honor lägger ägg.